# 清溪鄉 (池州市)
清溪乡是安徽省池州市贵池区曾经下辖的一个乡，驻地在池州城区南方7公里的杨畈村。万罗山位于乡内。清溪乡已于2001年撤销，辖区划归里山街道、涓桥镇。

## 历史
清溪乡又称上清溪，因清溪河而得名。明、清置永宁乡。1881年置上清溪镇。1945年成立贵池县清溪乡，1957年撤销，并入清溪乡。1958年贵池县推行人民公社化运动，清溪乡属于池州公社，1961年恢复清溪公社，1968年并入
里山公社。1978年划出部分大队成立清溪公社。1984年贵池县废人民公社体制，开始设区建乡体制改革，清溪公社更名为清溪乡。1992年划出齐山村，属于秋浦街道。2001年8月17日撤销，辖区划归里山街道、涓桥镇。

## 地理
清溪乡地处贵池市中部，南与梅街镇相接，东依里山乡 (池州市)，西邻涓桥镇，北部是秋浦街道（1992年前称池州镇）。清溪乡总面积45.5平方千米，乡南部是山区，占全乡面积的56%；西部和中部为圩区，地势平坦，占总面积的44%。森林覆盖率50%。至1999年，共有耕地8,112亩（全为水田）。

## 行政区划
清溪乡下辖以下地区：
杨畈村、复兴村、联合村、四联村、五岭村、岭上村和罗峰村。